# Loxodocus apimelus
Loxodocus apimelus là một loài tò vò trong họ Ichneumonidae.